# Frank Kopel
Frank Kopel (Falkirk, 28 de marzo de 1949 - Kirriemuir, 16 de abril de 2014) fue un futbolista británico que jugaba en la demarcación de defensa.

## Biografía
En 1966 debutó con el primer equipo del Manchester United FC tras permanecer en las filas inferiores del club. Jugó diez partidos durante las tres temporadas que jugó. Durante su estancia en el equipo ganó la Football League First Division, la Community Shield y la Liga de Campeones de la UEFA, esta última al finalizar su etapa en el club. En 1969 fue traspasado al Blackburn Rovers FC por otras tres temporadas. En 1972 el Dundee United FC se hizo con sus servicios. Fue con este club con el que permaneció más temporadas, con un total de diez y en las que ganó la Copa de la Liga de Escocia en 1980 y 1981. Además, gracias a sus trece goles y a sus 407 partidos jugados, entró en el Salón de la Fama del club. Finalmente fichó por el Arbroath FC en 1982, hasta 1984, estando en este club en calidad de jugador y de entrenador del equipo juvenil. Tras su retiro como futbolista en 1984 fue entrenador del equipo juvenil del Forfar AFC.
Falleció el 16 de abril de 2014 en Kirriemuir a los 65 años de edad tras diagnosticársele demencia vascular en 2008.

## Clubes
| Club                 | País       | Año         | Partidos | Goles |
| -------------------- | ---------- | ----------- | -------- | ----- |
| Manchester United FC | Inglaterra | 1966 - 1969 | 10       | 0     |
| Blackburn Rovers FC  | Inglaterra | 1969 - 1972 | 25       | 0     |
| Dundee United FC     | Escocia    | 1972 - 1982 | 407      | 13    |
| Arbroath FC          | Escocia    | 1982 - 1984 | 62       | 1     |

## Palmarés

### Campeonatos nacionales
| Título                         | Club                 | País       | Año  |
| ------------------------------ | -------------------- | ---------- | ---- |
| Football League First Division | Manchester United FC | Inglaterra | 1967 |
| Community Shield               | Manchester United FC | Inglaterra | 1967 |
| Copa de la Liga de Escocia     | Dundee United FC     | Escocia    | 1980 |
| Copa de la Liga de Escocia     | Dundee United FC     | Escocia    | 1981 |

### Campeonatos continentales
| Título                       | Club                 | País       | Año  |
| ---------------------------- | -------------------- | ---------- | ---- |
| Liga de Campeones de la UEFA | Manchester United FC | Inglaterra | 1969 |